# Cloverfield
Cloverfield je monster/horor film producenta J. J. Abramsa (Izgubljeni) i režisera Matt Reevesa. Scenarij potpisuje Drew Goddard. Film je poznat po svojoj reklamnoj kampanji koja se najviše zasnivala na viralnom marketingu. 
Film prati mlade Newyorčane koji pokušavaju preživjeti napad golemog čudovišta na grad. Prva reklama za film pojavila se prije filma Transformers. Film je u SAD-u izašao 18. siječnja 2008. a u Hrvatskoj 31. siječnja 2008. 

## Radnja
Dana 27. travnja u 6:42 ujutro Rob Hawkins budi se nakon što je proveo noć s dugogodišnjom prijateljicom Beth u stanu njezina oca. Ubrzo isplaniraju put na Coney Island. 
Dana 22. svibnja Jason i njegova djevojka Lily uređuju stan na Manhattanu za oproštajnu zabavu za Roba koji je prihvatio posao potpredsjednika ureda u Japanu. Jason Robovu najboljem prijatelju Hudu daje kameru kojom će snimati zabavu i oproštaje prijatelja. Hud koristi tu odgovornost kako bi se približio Marleni u koju je zaljubljen. 
Ubrzo dolazi Beth sa svojim dečkom Travisom. To uznemiruje Roba koji shvati da se zabava snima preko vrpce na kojoj je snimljen dan koji su Beth i Rob proveli zajedno, uključujući odlazak na Coney Island. 
Lily otkrije Jasonu i Hudu da su Rob i Beth spavali zajedno i da je Beth ljuta jer Rob s njom od tada nije razgovarao. Rob isprovocira Beth koja nakon toga napusti zabavu. 
Poslije, tijekom zabave, zgrada se počne tresti i urlici slični životinjskim mogli su se čuti izvana. Šokirani, svi odlaze na krov da bi vidjeli što se dogodilo. Tamo vide kako je dio grada eksplodirao. Svi istrče na ulice grada gdje vlada panika. Odjednom glava Kipa slobode padne nekoliko metara od njih. Hud uspije snimiti djelić nečeg živog i velikog što se miče kroz grad. Odmah nakon toga obližnja se zgrada sruši i svi traže sklonište od nadolazeće navale dima. Rob, Jason, Hud i Lily skrivaju se u maloj samoposluzi. Ubrzo ulice utihnu i svi opet izlaze. Tamo naiđu na izbezumljenu Marlenu koja je rekla da je vidjela čudovište i da je ono jelo sve živo. 
Rob, Jason, Hud, Marlena i Lily pridružuju se ostatku gomile na putu prema Bruklinskom mostu. Dok prelaze preko mosta, Rob dobiva poziv od potresene Beth koja kaže da se ne može micati i da krvari. Baterija u Robovu telefonu isprazni se malo prije nego čudovište napadne most i sruši ga repom. Jason pogine tijekom urušavanja. Preostala četvorka vraća se na Manhattan gdje tuguje zbog Jasonove smrti. Tamo naiđu na trgovinu elektronike u koju netko provaljuje. Rob ulazi u trgovinu i stavlja novu bateriju u mobitel. Primjećuje vojne snage kako prolaze kroz ulice. Svi se okupe oko televizora u trgovini gdje se prikazuje čudovište s kojeg padaju paukoliki paraziti veličine pasa. Nakon nekih nesuglasica svi odluče pomoći Robu da spasi Beth. 
Na putu prema Bethinom stanu Rob, Hud, Marlena i Lily zaglave u bitci između čudovišta i vojske. Hud pri bijegu uspije snimiti lice čudovišta. Nakon što jedva prežive, ekipa se skloni u podzemnu stanicu. Tamo odluče hodati podzemnom željeznicom da bi izbjegli napad čudovišta na površini, no ubrzo ih napadne grupica parazita. Jedan od parazita ugrize Marlenu, no svi se izvuku živi. Ekipa dolazi do trgovine odjeće gdje naiđu na vojnike. Ubrzo shvate da se nalaze u poljskoj bolnici u kojoj se liječe stotine ozlijeđenih ljudi. Rob pokušava objasniti vojnicima da mu moraju pomoći da spasi Beth. Marlena ih prekine i reče da se ne osjeća dobro. Iz očiju joj počne teći krv. Bolničarka zaviče da imaju još jedan ugriz. Bolničari je silom odvuku u mali šator u kojem se njezino tijelo nadima i eksplodira. Krv se prolije po šatoru. Rob i dalje pokušava nagovoriti vojnike da ih puste da nastave potragu za Beth. Nakon kratke rasprave jedan od vojnika dopusti im da otiđu, ali im kaže da se evakuiraju prije 6:00 jer tada počinje operacija Zakucavanje kojom će uništiti cijeli otok ako ne uspiju ubiti čudovište prije tog vremena. 
Rob, Hud i Lily nastave potragu i dolaze do Bethinog stana, no njezina je zgrada nakrivljena i naslanja se na drugu. Njih troje popnu se kroz uspravnu zgradu i skoče na krov Bethine. Nakon što spase Beth, koja je zarobljena ispod zida svog stana, napadne ih još jedan parazit. Rob ga ozlijedi i zaustavi sjekirom. Nakon što izađu iz zgrade, svi zajedno trče prema mjestu evakuacije. Na putu još jednom susreću čudovište. Lily se ukrcava u jedan helikopter bez svojih prijatelja. Njezina je konačna sudbina nepoznata. Hud, Beth i Rob svjedoče još jednom napadu čudovišta i u zadnji se tren ukrcaju u helikopter. Nakon toga iz helikoptera vide kako čudovište bespomoćno pada pod pritiskom bombi. Taman kada pomisle da je čudovište uništeno, ono izroni iz dima i sruši njihov helikopter koji padne na sredinu Central Parka. Snimka stane na nekoliko sekundi. Ubrzo vidimo da su svi preživjeli, ali s teškim ozljedama. Na radioprijamniku čuju da Zakucavanje počinje za petnaest minuta. Rob, Beth i Hud izlaze iz olupine helikoptera samo da bi se ponovno suočili s čudovištem koje promatra Huda. Pokuša ga pojesti, ali ispljune njegovo mrtvo tijelo i nastavi hodati. Rob uzme kameru i pobjegne s Beth. 
Njih dvoje sakriju se ispod mosta u Central Parku gdje snime svoje oproštaje. Sirene se ozvuče, što znači da Zakucavanje počinje. Nešto eksplodira kraj mosta i gomila kamenja padne na Roba i Beth. Snimka iz sadašnjosti se prekida. 
Uključuje se snimka Roba i Beth na Coney Islandu nekoliko tjedana prije katastrofe. U daljini se vidi kako nešto pada u more, no nitko ne primjećuje. Snimka se prekida. Nakon odjavne špice čuje se kratki audiozapis. 

## Glumačka postava
- Michael Stahl – David-Rob Hawkins
- T. J. Miller – Hudson "Hud" Platt
- Jessica Lucas – Lily Ford
- Odette Yustman – Beth McIntyre
- Lizzy Caplan – Marlena Diamond
- Mike Vogel – Jason Hawkins

Da ne bi procurili detalji o filmu, glumci su na audiciji čitali scenarije iz serija kao što su Izgubljeni i Alias. Neke su scene napisane posebno za audiciju. Lizzy Caplan izjavila je da je prihvatila ulogu zato što je bila obožavatelj Izgubljenih, prijašnjeg projekta J. J. Abramsa, i da to više neće ponoviti. Izjavila je da je njezina uloga sarkastična autsajderica i da je psihički zahtjevna. 